# جاكي لاندري جاكسون
جاكي لاندري جاكسون (بالإنجليزية: Jackie Landry Jackson)‏ هي موسيقية أمريكية، ولدت في 22 مايو 1941، وتوفيت في 23 ديسمبر 1997 بسبب سرطان الثدي.

## وصلات خارجية
- جاكي لاندري جاكسون على موقع ميوزك برينز (الإنجليزية)